# Іонійський лад
Іоні́йський лад — один із діатонічних ладів, повністю ідентичний натуральному мажору. Названо відповідно до назви давньогрецького племені — іонійців. Звукоряд включає звуки С-D-E-F-G-A-H
- послухатиⓘ

У давньогрецькій ладовій системі сучасному іонійському ладу відповідав лідійський (а сучасний лідійський, в свою чергу, відповідає давньогрецькому гіполідійським). Термін «іонійський лад» ввів у теорію музики швейцарський музикознавець Генріх Ґлареан у трактаті «Додекахорд» («Ϫωδεκαχόρδον»), виданому 1547 року.
В сучасній теорії музики назва «іонійський лад» вживається переважно при порівнянні з іншими діатонічними ладами, в більшості випадків, однак, вживається термін «натуральний мажор».